# 2K6 Luna
2K6 Luna (ryska: Луна) var ett sovjetiskt raketartillerisystem med kort räckvidd. Luna-raketerna var ostyrda och spinnstabiliserade rakter drivna av fast bränsle. 2K6 är dess GRAU-beteckning. Dess NATO-rapporteringsnamn är FROG-3 (med 3R9-raketer) och FROG-5 (med 3R10-raketer). Från 1965 ersattes 2K6 Luna av den mer framgångsrika 9K52 Luna-M, som i väst var känd som FROG-7.

## Utveckling
Luna-systemet utvecklades av NII-1 från 1953, under överinseende av N.P. Mazurov. Luna följde på de tidigare raketerna 2K1 Mars och 2K4 Filin. Medan NII-1 utvecklade själva raketen designades uppskjutnings- och transportfordonen av TsNII-58. Det ursprungliga systemnamnet var S-125A Pion.
År 1957 var prototyperna av robotavfyrningsplattformen SPU S-123A, lastaren TZM S-124A och 3R5-raketen redo för utvärderingar. Dessa utfördes 1958 i Kapustin Jar och 1959 i Transbaikals militärdistrikt. Som ett resultat av dessa utvärderingar beslutades det att överge TZM, att förbättra SPU och att designa om raketen. Detta ledde till utvecklingen av raketerna 3R9 och 3R10. Beslutet att starta serieproduktion togs den 29 december 1959. De första fem systemen var klara i januari 1960 varefter de statliga acceptansförsöken genomfördes fram till mars samma år. År 1960 togs Luna-systemet i tjänst hos den sovjetiska armén där det förblev till 1982.  Från 1960 till 1964 tillverkades totalt 432 SPU 2P16. Bara under det första året färdigställdes 80 robotavfyrningsplattformar och 365 raketer.

## Systembeskrivning
En eldenhet bestod av:
- Robotavfyrningsplattformen SPU 2P16 (Objekt 160), baserat på ett modifierat PT-76-chassi försett med en raketramp, höjdmekanism, stabiliserande domkrafter och en generator. Stridsvikten var 18 ton.
- Raketen 3R9 med konventionell HE-stridsspets 3N15 och med en räckvidd på 12 till 44,6 km,
- Raketen 3R10 med en 400 kg kärnstridsspets 3N14 och med en räckvidd på 10 till 32,1 km
- En 2U663 transportfordon, baserad på ZiL-157V, med 2 raketer;
- Ett 2U662-fordon för att transportera och lagra kärnstridsspetsar;
- En mobilkran ADK K52 (på MAZ-502), ADK K61 (på MAZ-200) eller 9T31 (på Ural-375); uppsättningar av underhållsfordon PRTB-1, 2U659 etc.; kontroll- och ledningsfordon PU-2 och
- Ett träningsset med träningsraket PV-65 eller 3R11 med träningsstridsspets 3N16.

Det har funnits ett par varianter av bärraketen, till exempel 2P21, även känd som Br-226-II, på ZiL-134 8x8 lastbil, men dessa togs aldrig i bruk.
FROG-6 är, enligt västerländska källor NATO-designern för det lastbilsbaserade träningssystemet PV-65. Ryska källor hävdar dock att detta system är prototypen av bärraketen Br-226-I på KrAZ-214.

## Historia
Luna tillträdde i tjänst 1960 och förblev i tjänst hos den sovjetiska armén till 1982. Varje motoriserad gevär- och stridsvagnsdivision hade en raketbataljon med två batterier, vardera med två stycken 2P16. Under den kubanska missilkrisen fanns 36 2K6-missiler (24 med konventionella stridsspetsar, 12 med två-kilotons kärnstridsspetsar) med 4 stycken 2K6-avfyrningssystem på Kuba. Även om vissa myndigheter ifrågasätter om lokala befälhavare hade auktoritet att använda kärnvapen, var de närvarande och det hävdas att sovjetiska soldater kan ha använt dem om de utsätts för påtryckningar.

## Galleri

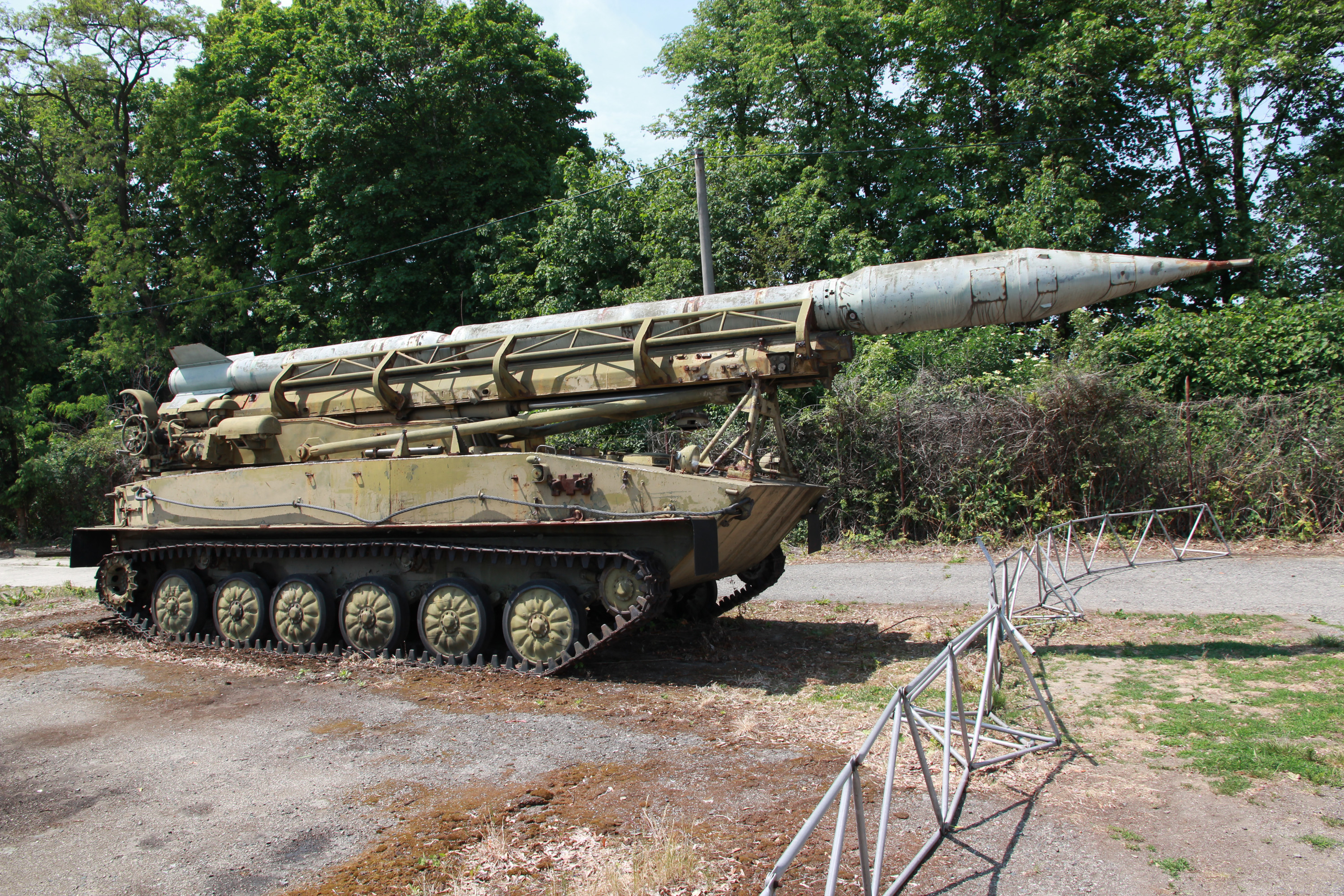
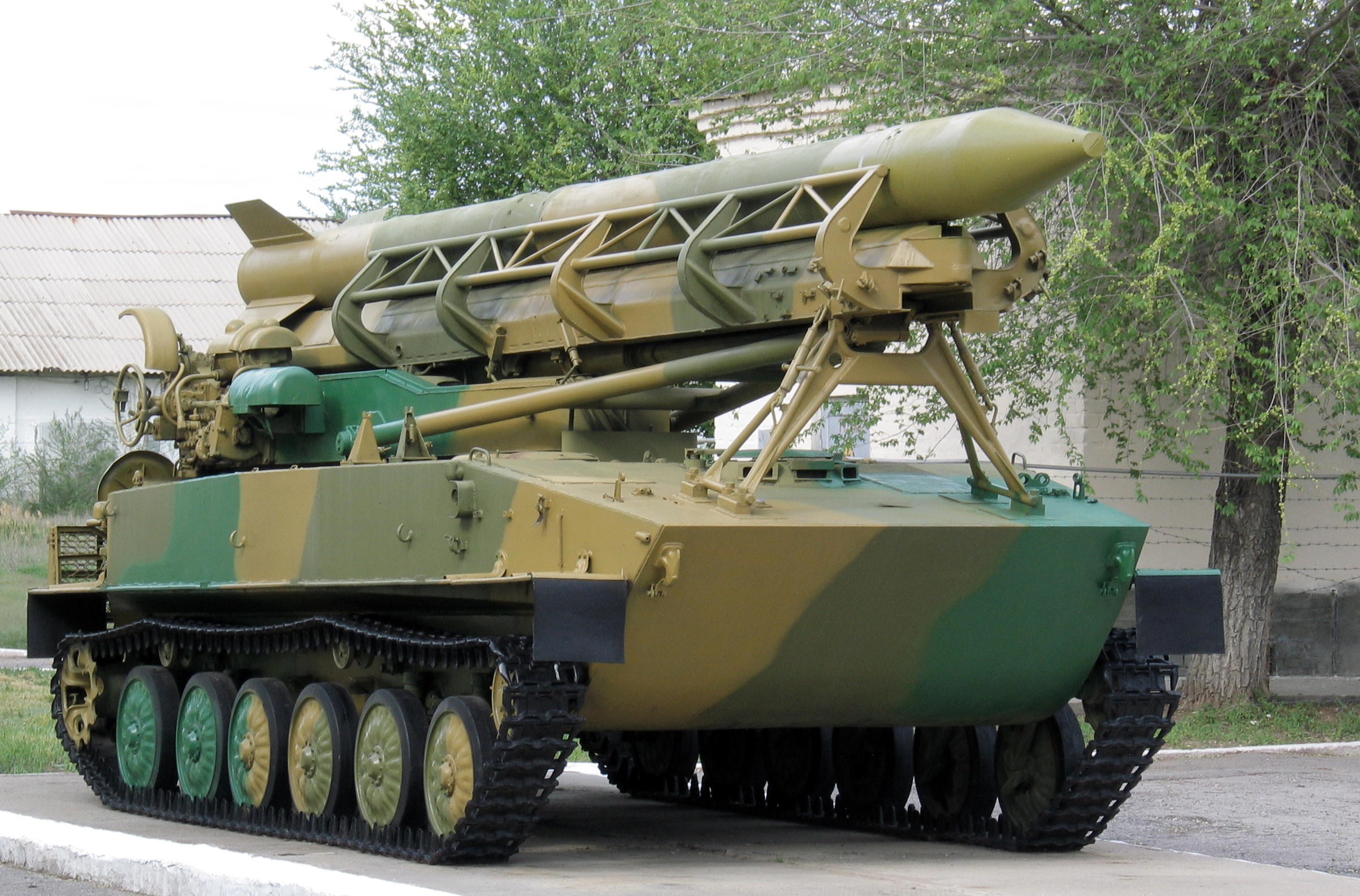
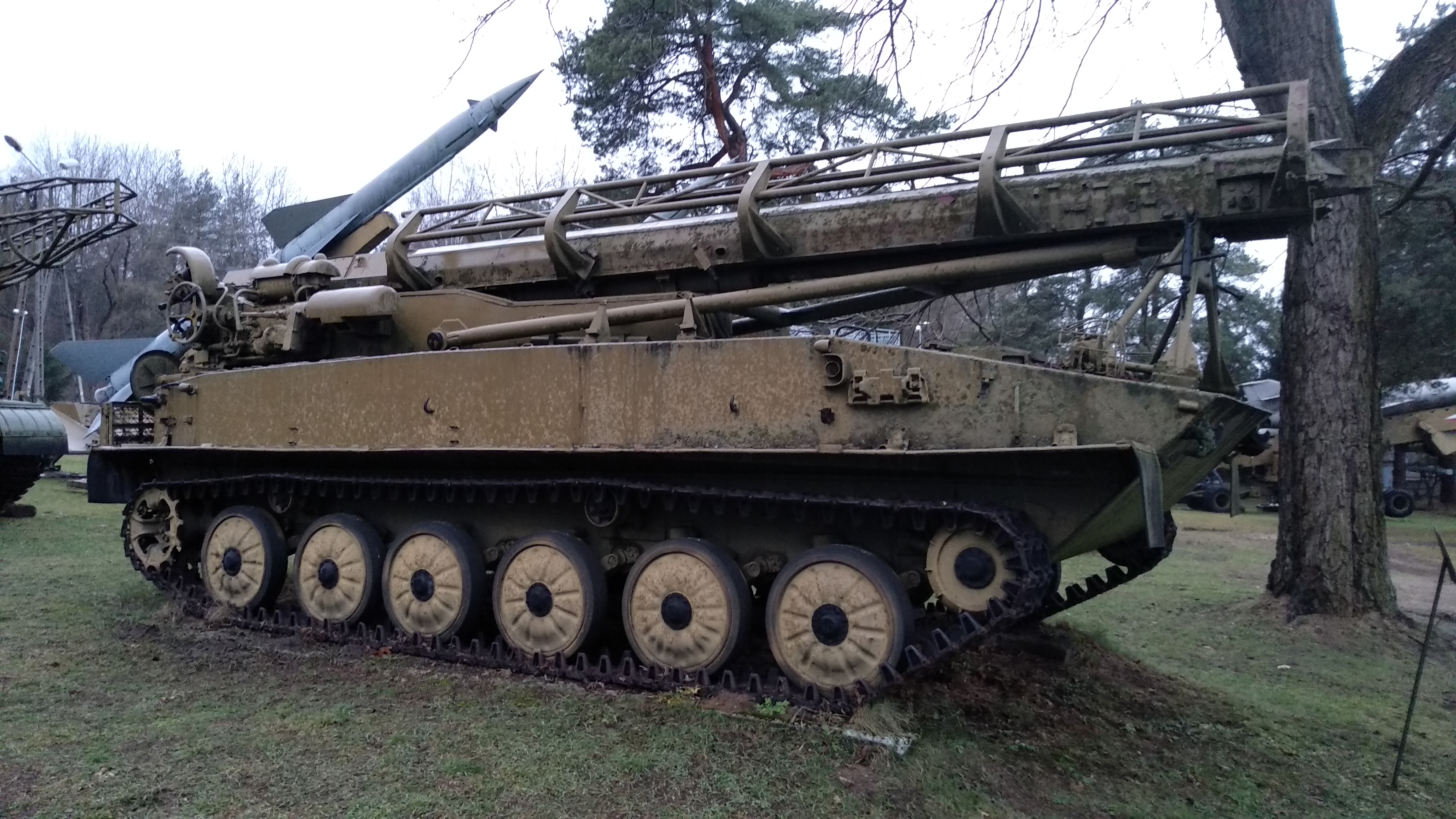
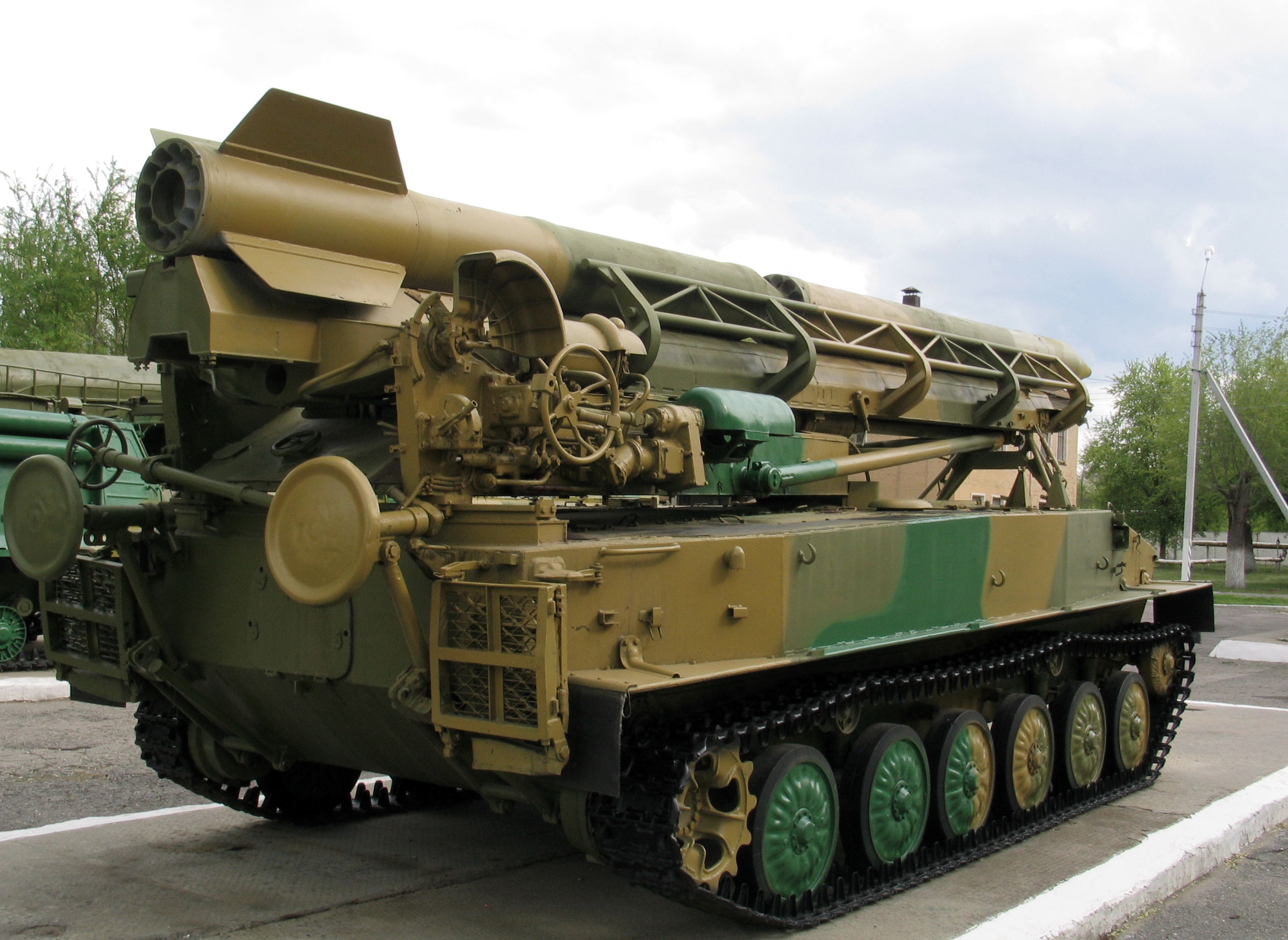
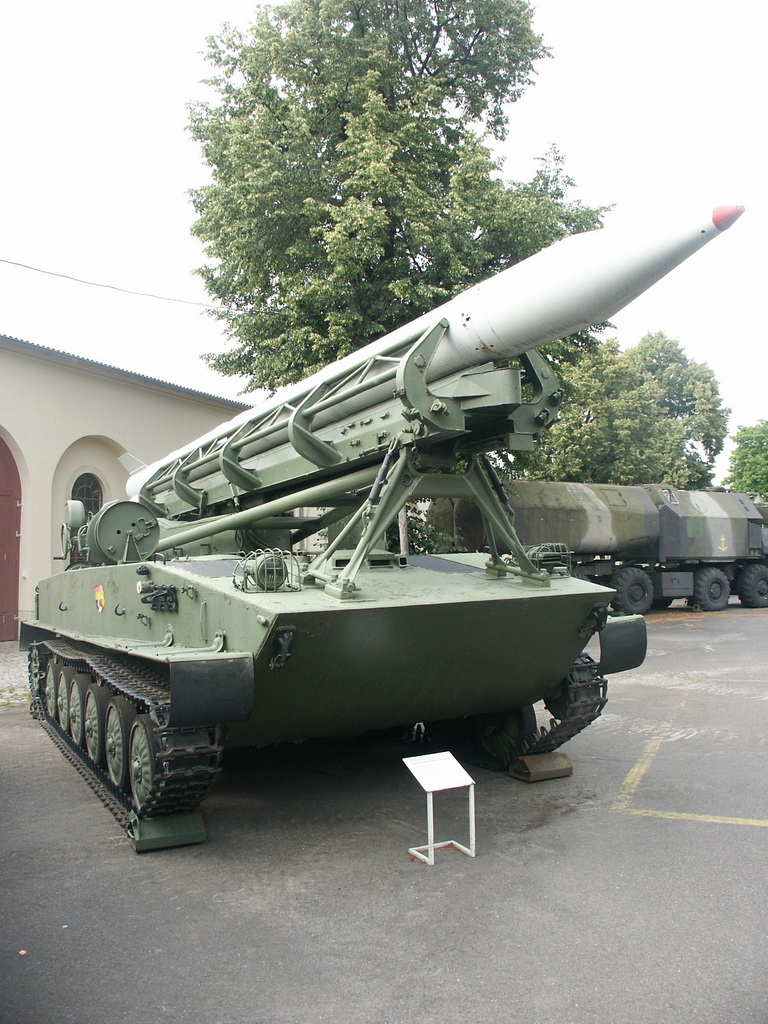

## Användare
- Afghanistan: 13[5]
- Algeriet: 21[5]
- Kuba: 65[6]
- Östtyskland: 13[7]
- Egypten: 24[5]
- Irak: 24[5]
- Libyen: 20[5]
- Nordkorea: 24 TELs for Luna and Luna-M[8]
- Polen: 21 with 3R9 rockets in 1962-1982[9]
- Rumänien[3]
- Sovjetunionen: 200[3]
- Syrien: 30[5]
- Jemen: 12[5]
- Jugoslavien: 4[5]